# Hoperius planatus
Hoperius planatus es una especie de coleóptero adéfago perteneciente a la familia Dytiscidae. Es el único miembro del género monotípico Hoperius.